# برغوث الرمل
برغوث تشيجو الاستوائي (بالإنجليزية: Tunga penetrans)‏ هو عبارة عن حشرة طفيلية صغيرة بطول الواحد ملليمتر توجد في معظم المناطق ذات المناخ الاستوائي والشبه استوائي. الموطن الأصلي لهذا الطفيلي هو القارة الأمريكية، ولا سيما أمريكا الوسطى والجنوبية بالإضافة إلى جزر الهند الغربية. الطامر الثاقب يستوطن أيضا مناطق أخرى في أفريقيا جنوب الصحراء الكبرى ومدغشقر، على الأرجح بعد أن قام البشر في وقت سابق باستقدامها عن غير قصد إلى هذه المناطق.
بالموازاة مع مرحلة تطفله، يكون للطامر الثاقب تأثير كبير على الأجسام المضيفة (البشر وبعض أنواع الثدييات الأخرى). حيث أن تغلغله في داخل بشرة المضيف يتسبب في حدوث حالة التهاب جلدية خطيرة يطلق عليها اسم داء الطوامر.

## تعريف

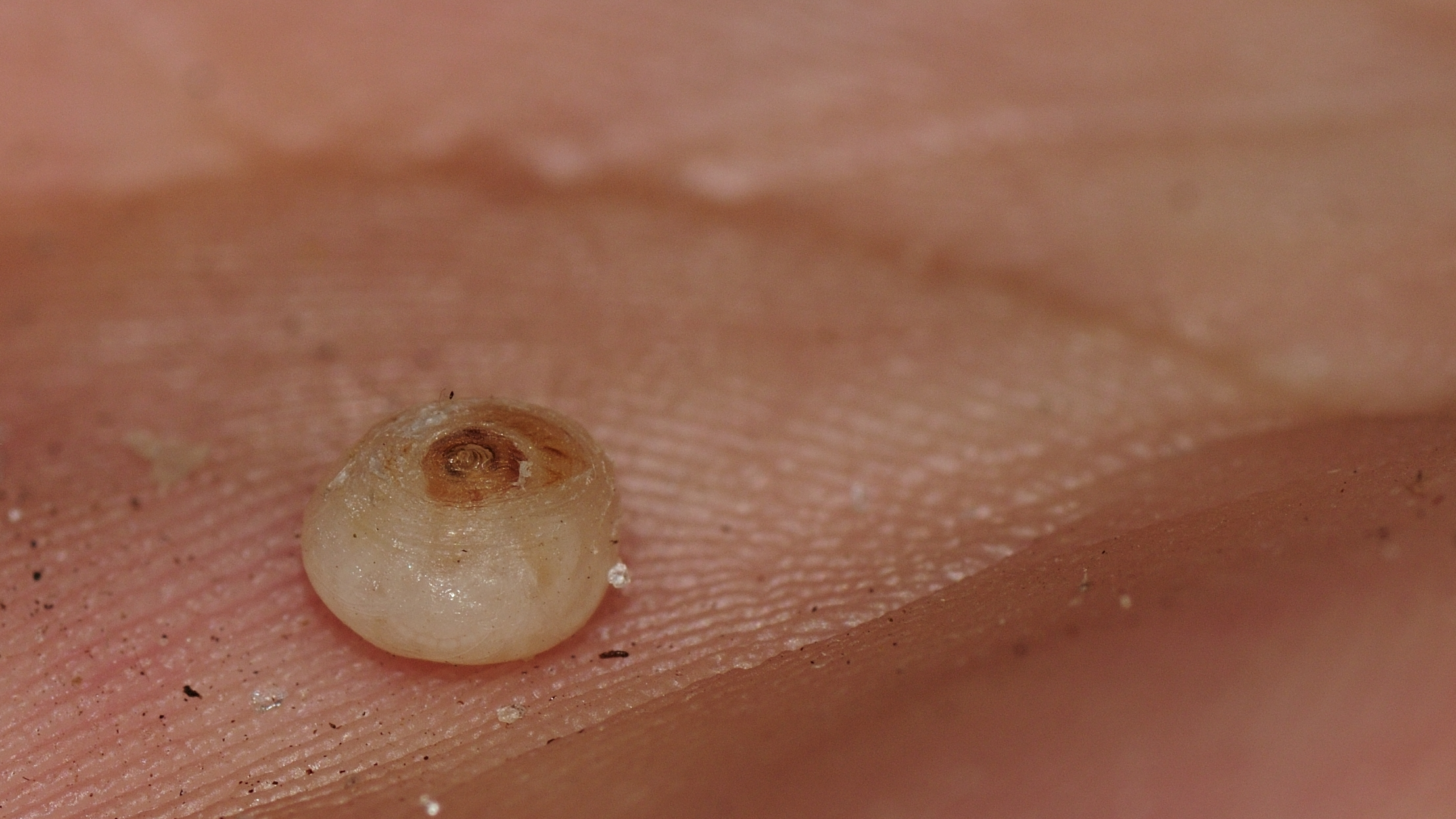
حشرة الطامر الثاقب.

الطامر الثاقب هو أصغر برغوث معروف لغاية اللحظة، حيث أن طوله لايتعدى ال1 ملم فقط. يمكن تمييزه أكثر خلال مرحلة تطفله. خلال مرحلة الحياة الحرة لهذا الطفيلي يعيش أساسا في التربة والرمال ويتنقل من مكان لآخر عن طريق القيام بقفزات متواضعة إلى حد ما مقارنة بالأنواع الأخرى، التي قد تصل قفزاتها إلى ارتفاع 20 سم. لذلك فإن ارتداء الأحذية المغلقة يعتبر وسيلة فعالة للوقاية من براغيث الطامر الثاقب. لكي يستمر الطامر الثاقب في الحياة، فإنه يحتاج إلى التغذي بشكل منتظم على مضيفات من ذوات الدم الحار، على غرار البشر والماشية والأغنام والكلاب والفئران وغيرها. تسمى هذه المرحلة بمرحلة التطفل، يقوم خلالها البرغوث بالتغلغل والالتصاق بداخل الطبقة المتقرنة للجلد، قد يصل طوله إلى غاية 1 سم. خلال اليوم الأول أو الثاني من الإصابة، قد يشعر المضيف بالحكة أو التهيج في المنطقة التي يتشبث بها وفي النسيج المحيط به، وسرعان ما يصبح غير حساس بشئ في تلك المنطقة. أثناء مرحلة التكاثر وبينما تكون الأنثى متعمقة بداخل طبقات الجلد قد يتسبب انتفاخ بطنها بالبيوض في حصول ضغط على الأعصاب المجاورة أو الأوعية الدموية ما يؤدي إلى حل آلام واختلال في وصول الدم إلى الخلايا. يحصل كل هذا اعتمادا على الموقع الذي تتطفل من خلاله أنثى الطامر الثاقب على الجسم المضيف، وعلية يمكن أن يسبب ذلك في أحاسيس تتراوح بين تهيج خفيف وانزعاج خطير.

## تاريخ

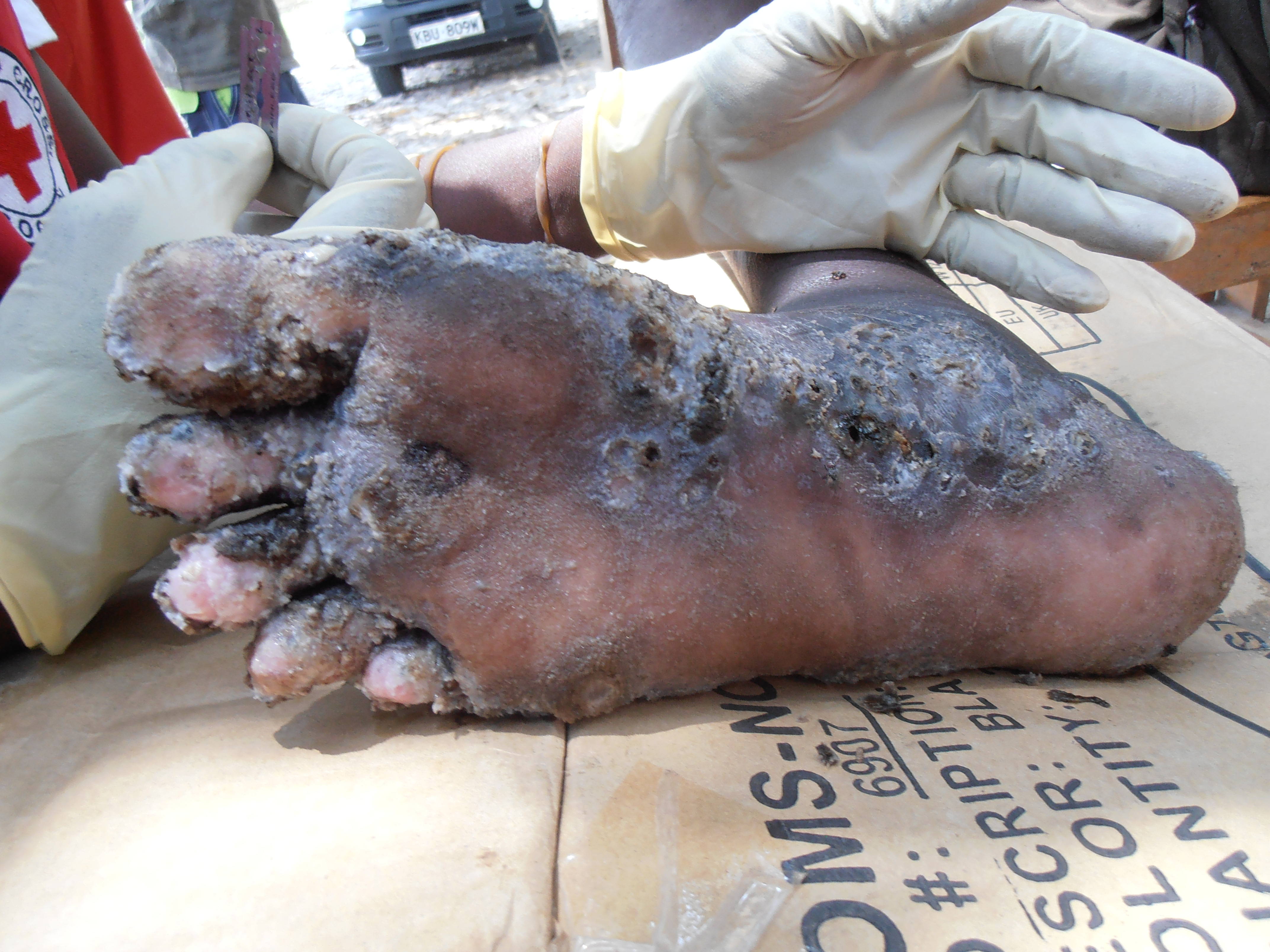
قدم إنسان مصابة بالطامر الثاقب.

كان داء الطوامر معروفا في مجتمع الأنديز في العصر قبل الكولومبي لعدة قرون حتى قبل اكتشاف الطامر الثاقب باعتبار تنحدر في الأصل من جزر الهند الغربية. نشر أول وصف أوروبي لهذا المرض في عام 1526 من قبل المستكشف والكاتب جونثالو فيرنانديث دي أوبييدو،  الذي وصف حالات الإصابة الجلدية بهذا الداء وأعراضه على أفراد طاقم سفينة سانتا ماريا بعد أن غرقوا في هايتي. انتشر الطامر الثاقب عن غير عبر طرق الشحن والبعثات الأخرى إلى بقية العالم، لاسيما إلى أمريكا اللاتينية. انتشر المرض بنفس الطريقة إلى أفريقيا الكبرى بحلول القرنين السابع عشر والتاسع عشر، على وجه التحديد في سنة 1872،  عندما قام أفراد من طاقم سفينة توماس ميتشل بإدخال هذا الطامر المسبب للمرض إلى أنغولا عن طريق التصريف غير القانوني لحمولة صابورة الرمل الخاصة بالسفينة، بعد أن كانت قد أبحرت في وقت سابق انطلاقا من البرازيل.

## البيئة
يعيش الطامر الثاقب في معظم الحالات على عمق يتراوح ما بين 2 و5 سم تحت الرمال. هذا راجع بالأساس إلى عنصرين أساسيين، أولهما هو درجة الحرارة التي تكون في العادة مرتفعة للغاية لدرجة عدم تمكن اليرقات من النمو على سطح الرمل، وأما الثاني فهو كمية الأكسجين الغير كافية في الرمال العميقة.
في إحدى الدراسات التي أجريت على مراحل تطور هذا الطفيلي خارج جسم المضيف،  أخذت عينات من أعلى التربة (على عمق يصل إلى 1 سم كحد أقصى). لم يتأثر وجود الطامر الثاقب في عينة تربة بدرجة حرارة التربة ودرجة حرارة الهواء أو رطوبته. خلال نفس الدراسة لم يتم العثور على الطامر الثاقب في أي من العينات المأخوذة من الخارج (سطح التربة).
ارتباطا بذلك، هناك انخفاض ملحوظ في حالات الإصابة خلال موسم الأمطار.

## التكاثر
تضع أنثى الطامر الثاقب في العادة بيوضا يصل طولها في متوسط إلى حوالي 604 نانومتر. في ظل ظروف بيئية مواتية (النداوة والرطوبة على سبيل المثال)، تفقس هذه البيوض في غضون يوم إلى ستة أيام.
بعد الفقس، تتقدم يرقات الطامر الثاقب عبر مرحلتين. وهو أمر فريد من نوعه، على عكس معظم أنواع البراغيث الأخرى التي تمر عبر ثلاث مراحل. خلال هذا التطوير، ينخفض حجم اليرقة في البداية ليبلغ حوالي 1500 إلى 1150 ميكرومتر (الطور الأول) قبل أن تنتقل من جديد إلى حجم 2900 ميكرومتر (الطور الثاني).
بعد حولي ستة إلى ثمانية أيام من الفقس، تصبح اليرقة جاهزة لدخول مرحلة جديدة من تطورها، حيث تبني شرنقة حولها. ولأنها تعيش في الغالب على سطح الرمال وأسفله، فإنها تستخدم الرمال لثبيت الشرنقة والمساعدة في تعزيز نموها. في هذا السياق تبين أن أي اضطرابات بيئية على غرار سقوط المطر أو نقص في الرمال قد يقلل أو يحد من تطور اليرقات بهذه الطريقة، على الأرجح بسبب انخفاض العوامل البيئية (الرملية إن صح التعبير) التي تعتمد عليها يرقات الطامر الثاقب
للنمو. في غياب أي اضطرابات قد تصيب الشرنقة، تتطور اليرقة داخل هذه الأخيرة لينتج عنها في نهاية المطاف برغوث بالغ يخرج من الشرنقة بعد حوالي 9 إلى 15 يوما.
تبقى الذكور في حالة تنقل لتناول وجبة من دماء الأجسام التي تتطفل عليها من هنا وهناك شأنها شأن البراغيث الأخرى، في المقابل تفضل الإناث الغوص في داخل طبقات جلد المضيف، الرأس في المقدمة تاركة الجزء الخلفي من بطنها مرئيا من خلال الثقب أو الفتحة التي قامت بإحداثها في البشرة. تسمح هذه الفتحة لها بالتنفس، والتبرز، والتزاوج وطرد البيض بينما تتغذى على الأوعية الدموية في داخل طبقات الجلد.
يظهر داء الطوامر الذي تتسبب فيه حشرة الطامر الثاقب (الأنثى) دائما تقريبا على القدمين (97 في المائة من مجموع الحالات)، ولكن في نفس الوقت يمكن أن يحدث في أي جزء من الجسم.
يحدث التكاثر فقط عندما تدخل الأنثى في الجلد، لأن ذكور وإناث هذه الحشرة لا تظهر أي اهتمام ببعضهما البعض في الطبيعة. تموت ذكور هذا النوع بعد التزاوج. في حين تستمر الأنثى في حمل البيوض بينما تتغذى على جسم المضيف. على مدى الأسبوعين التاليين، يتضخم بطنها بما يصل إلى عدة مئات إلى ألف بيضة، والتي تطلقها من خلال فتحتها الذيلية للسقوط على الأرض عندما تكون على استعداد للفقس. لتموت بعدها البرغوث الأنثى ويتم التخلص منها بواسطة جلد المضيف، تتسبب هذه العملية غالبا في حدوث التهاب. ينضج البيض ليعطي في النهاية حشرات طامر ثاقب بالغة في غضون ثلاثة إلى أربعة أسابيع لتبدأ العملية من جديد.